# Ana Barros (andebolista)
Ana Patrícia da Costa Barros (Luanda, 16 de fevereiro de 1993) é uma andebolista angolana. Ela representou seu país, Angola, nos Jogos Olímpicos de Verão de 2012 em Londres.